# Haus Egelborg

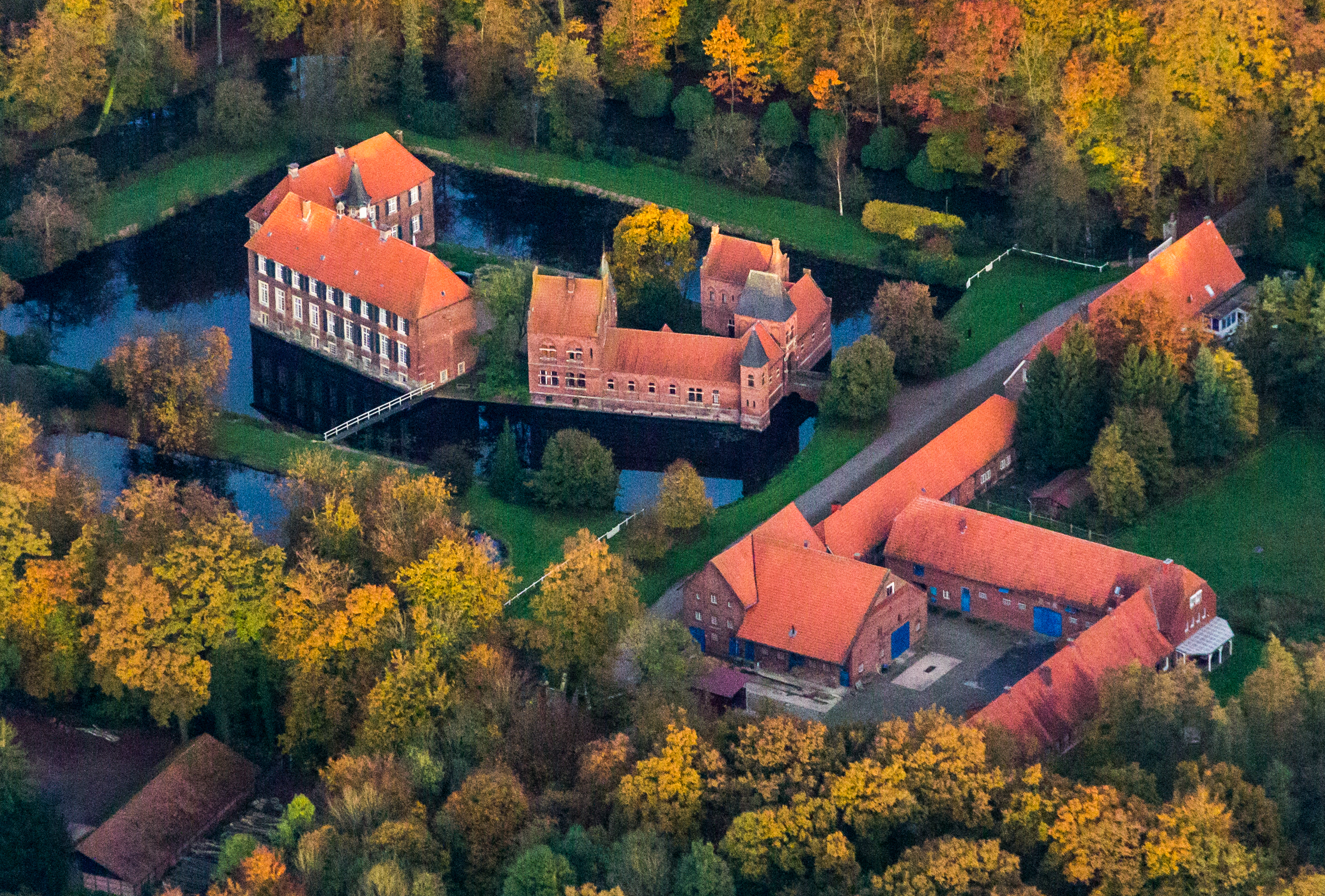
Luftbild (2014)

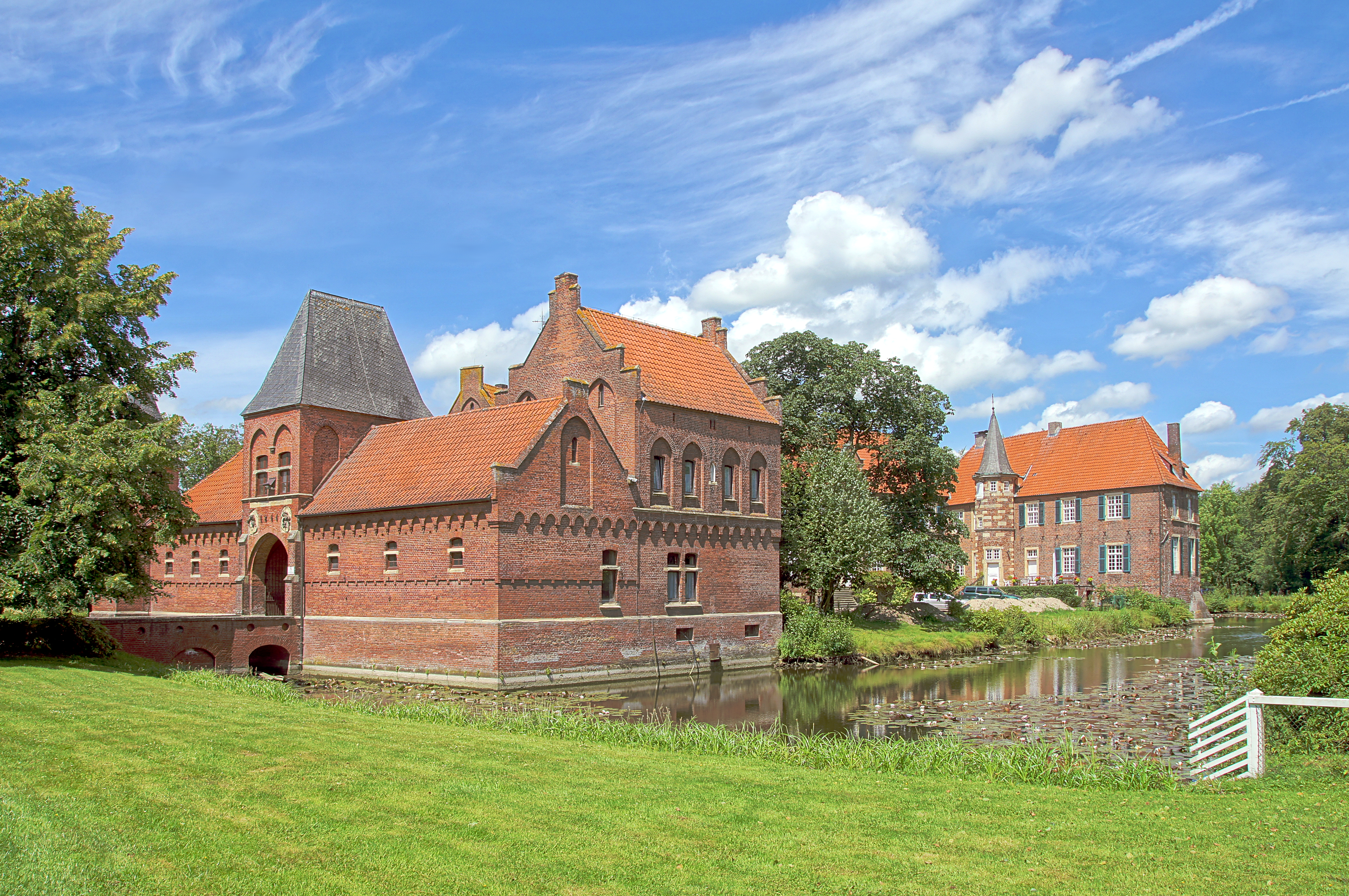
Haus Egelborg, Südwestansicht

Das Haus Egelborg ist ein denkmalgeschütztes Wasserschloss im Beikelort 95 in Legden, einer Gemeinde im nordrhein-westfälischen Kreis Borken.

## Geschichte
Ursprünglich saßen die 1090 erstmals genannten Herren von Were auf der Burg, die auch Eghelmaring genannt wurde. An sie erinnert der Name der Bauerschaft Wehr nördlich von Legden. 1389 wird die Burg erstmals ausdrücklich erwähnt. Im Jahre 1400 ging sie in den Besitz der Herren von Billerbeck über. Kurz nach 1470 ist von einer jüngeren Linie der Familie von Billerbeck, die zu den Burgmannen auf der Burg Nienborg diente, der Hof Eghelmarinc zu einem Rittersitz, der Egelborg, ausgestaltet worden. Als Margarethe von Billerbeck 1662 Jobst Caspar von Oer heiratete, kam die Egelborg an die Familie von Oer, die sie heute noch besitzt.

## Baugeschichte und Architektur
Die Anlage befindet sich etwa einen Kilometer westlich vom Ortszentrum Legden.
Die Wasserschlossanlage befand sich ursprünglich auf zwei Inseln, heute sind Vorburg und Hauptschloss vereint und zusammen von zwei Gräften umgeben.
Das älteste noch bestehende Gebäude ist der Nordflügel. Er wurde 1559 im Stil der niederländischen Renaissance gebaut. Auf seiner Ostseite ist im 18. Jh. der Giebel durch ein Walmdach ersetzt worden, das Walmdach auf der Westseite ist hingegen wahrscheinlich ursprünglich. Ein alter Westflügel wurde 1710 abgebrochen und bis 1713 durch den bis heute bestehenden, barocken Bau ersetzt. Ein ursprünglich im Winkel zum angrenzenden Nordflügel befindlicher Treppenturm ist nach dem Abriss auf der Hofseite des Nordflügels in achteckiger Form neu errichtet worden. Der Neubau des Westflügels wurde im Barockstil ausgeführt und besitzt Dachhäuser des 19. Jahrhunderts.
Die Mittelachse ist durch einen Risalit und einen Dachreiter betont. Zum Portal führt eine geschwungene, doppelläufige Freitreppe. Die ursprüngliche Symmetrie ging durch die spätere Erweiterung durch zwei Fensterachsen verloren. Der heute noch vorhandene Fachwerkbau wurde 1767 errichtet. Diese Wagenremise ist möglicherweise aus dem Abrissmaterial einer Ziegelei gebaut worden, zu jener Zeit war die Wiederverwendung von Baumaterial üblich. So sind auch die Torpfeiler aus Backstein, jeweils mit wappentragenden Löwen geschmückt, aus der Barockzeit. Die Löwen zeigen die Wappen der Familien von der Recke und von Oer. Das noch erhaltene Wohn- und Stallgebäude südlich der Gräfte wurde 1832 errichtet. Die gesamte Vorburg wurde 1866 im Stile der Neugotik erneuert. Ein zum Teil doppelstöckiger Stallanbau kam 1901 hinzu. Die nördlich der Schlossanlage stehende Mühle wurde 1907 erneuert, sie reguliert noch heute den Wasserstand der Gräften.

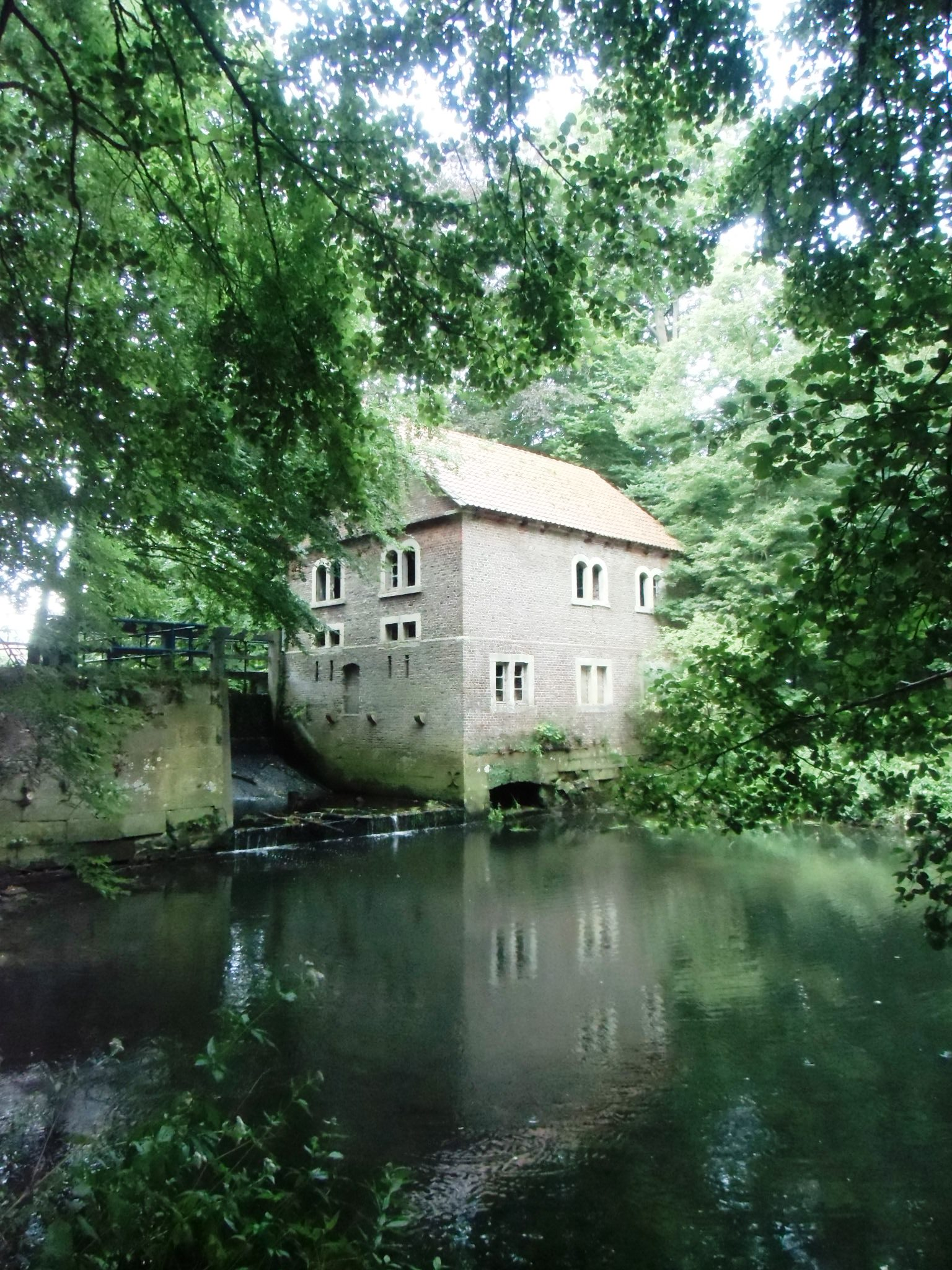
Haus Egelborg bei Legden, Mühlenhaus, von Nordosten, mit Weiher